# 角海鹦
角海鹦（学名：Fratercula corniculata），是鸻形目海雀科的一种鸟类。

## 特征
角海鹦体重约536.14克，翼长约18.55厘米，喙宽度约7.3毫米，喙厚度约31.6毫米，嘴峰长约51毫米，跗蹠长约32.1毫米，尾长约63.3毫米。
角海鹦栖息在海洋环境，它们是食肉动物，主要以鱼类、甲壳动物、软体动物等水生动物为食。
角海鹦是候鸟，在西伯利亚东部和北美洲西北部繁殖；冬季到日本和南加州越冬。